# Faserinstitut Bremen
Das Faserinstitut Bremen (FIBRE) übernimmt als wissenschaftliche Einrichtung an der Universität Bremen Forschungs- und Entwicklungsaufgaben im Bereich der Prüfung, Weiterentwicklung und Verarbeitung von Fasern, textilen Halbzeugen und Faserverbundwerkstoffen.
Im Jahre 1969 wurde das Institut als gemeinnütziger Verein gegründet.
Die Tätigkeiten des im Jahre 1955 an der Bremer Baumwollbörse ausgebauten Baumwoll-Labors und die im Jahre 1965 entstandenen Tätigkeiten im Woll-Labor e.V., gingen 1969 gemeinsam in den neu gegründeten Verein über. Dann, im Jahre 1989 kooperierte der Verein mit der Universität Bremen. Daraus ergaben sich, als wesentliche Inhalte, die Zusammenarbeit in den Bereichen Lehre und Forschung und die Personalunion in der Institutsleitung und Universitätsprofessur des Fachgebietes 12 (Fachgebiet Produktionstechnik).
Mit der Berufung von Axel S. Herrmann zum Institutsleiter und zum Professor für den Fachbereich Produktionstechnik im Jahre 2001 wurden die Schwerpunkte „Leichtbau mit Faserverbundwerkstoffen und Faserentwicklung“ sowie die Vertieferrichtung „Luft- und Raumfahrttechnik in der Produktionstechnik“ an der Universität etabliert. Die Aktivitäten des Institutes sind derzeit in vier Kompetenzfeldern gebündelt:
- Faser- und Materialentwicklung
- Strukturdesign und Fertigungstechnologien
- Modellbildung und Simulation
- Messmethoden und Monitoring

Das Prüfzentrum des Institutes ist für vier Prüfverfahren nach DIN ISO 17025 akkreditiert und kann auf ein 50-jähriges Know-how für Materialprüfungen zurückgreifen. Es ist weltweit durch die Durchführung von Ringversuchen anerkannt und bietet unter anderem eine Vielzahl von Prüfungen für Einzelfasern aller Materialien, bis zu Faserverbundbauteil-Prüfungen an. Im Technikum können mit einer Vielzahl an Verfahren Fasern, technische Textilien und Faserverbundwerkstoffe erzeugt werden.